# Ghats occidentaux
Pour les articles homonymes, voir Ghat.
 (décembre 2015).
Si vous disposez d'ouvrages ou d'articles de référence ou si vous connaissez des sites web de qualité traitant du thème abordé ici, merci de compléter l'article en donnant les références utiles à sa vérifiabilité et en les liant à la section « Notes et références ».
Les Ghats occidentaux ou Sahyadrī sont une chaîne de montagnes ; ils bordent le plateau du Deccan dans l'Ouest de l'Inde (à l'opposé des Ghats orientaux), et le séparent de l'étroite plaine côtière des mers d'Arabie et des Laquedives. De par sa richesse naturelle cette région est classée comme un point chaud de biodiversité par Conservation International.

## Géographie

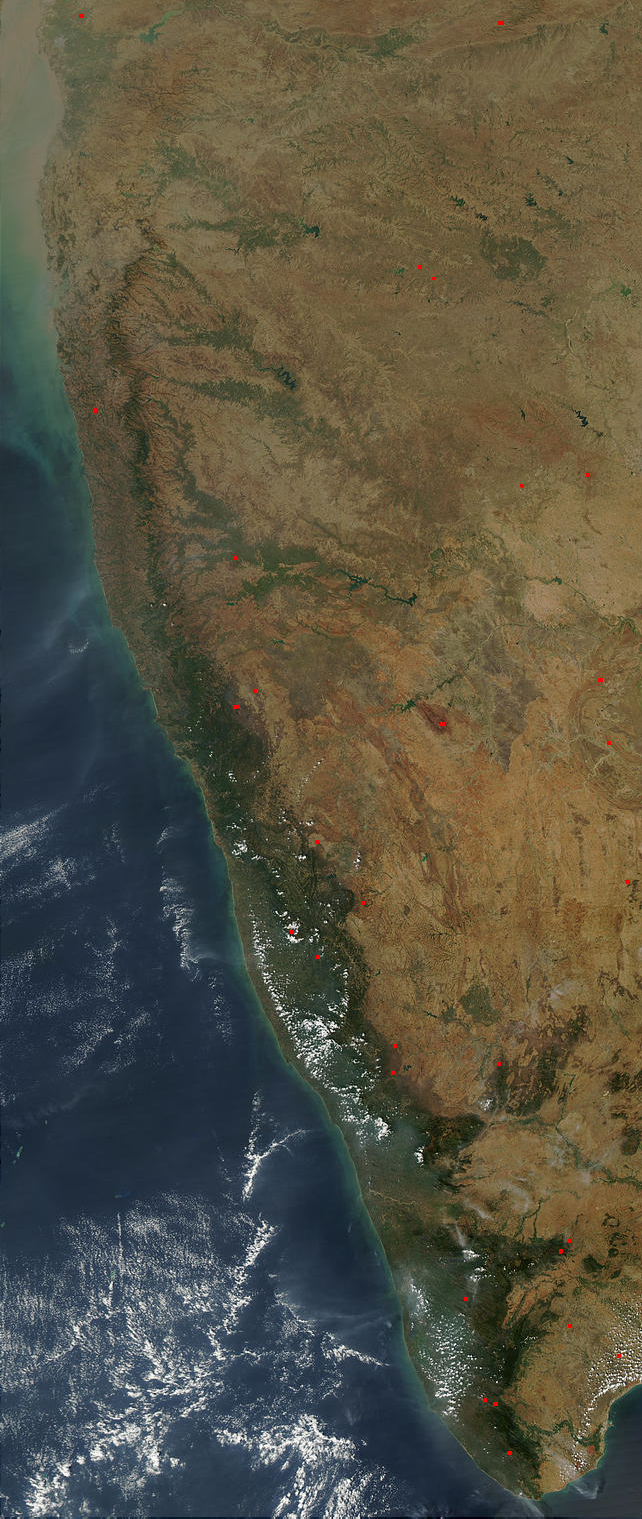
Vue satellite des Ghats occidentaux

### Situation
Les Ghats occidentaux forment une chaîne de montagne d'environ 1 600 km de long qui se déroule le long des mers d'Arabie et des Laquedives à l'ouest et du plateau du Deccan à l'est. La superficie globale de l'espace est de 160 000 km2. Elle s'amorce au sud du fleuve Tapti près de la frontière entre le Gujarat et le Maharashtra. De là elle s'étire vers le sud en traversant les États du Maharashtra, de Goa, du Karnataka, du Kerala, et du Tamil Nadu, jusqu'à la pointe méridionale de la péninsule indienne, au cap Comorin.

### Topographie
Son altitude moyenne est de 1 200 mètres et ses sommets les plus élevés, dans la partie nord de la chaîne, au Maharashtra, sont le Kalsubai 1 646 m, la station de  Mahabaleshwar 1 438 m et l'Harishchandragarh 1 424 m et dans la partie sud, le Kudremukh avec 1 862 m, dans le Karnataka. Paradoxalement c'est dans la partie sud qu'on trouve le plus haut sommet : Anamudi au Kerala avec ses 2 695 m. La trouée de Palghat (Palghat Gap), située entre les Nilgiri au nord et les Anaimalai au sud, large d'une trentaine de kilomètres, est la seule passe importante dans les Ghats occidentaux, elle permet de relier le Tamil Nadu au Kerala. Des chaînes de dimensions plus modestes, comme les Nilgiri au nord-ouest du Tamil Nadu et les Biligirirangan au sud-est du Karnataka près d'Erode, rejoignent les Shevaroy – ou chaîne des Servarayan – et la chaîne de Tirumalai, reliant les Ghats occidentaux aux Ghats orientaux. Elles servent de corridors importants pour la faune.
La partie septentrionale de la plaine côtière occidentale est appelée côte de Konkan ou simplement Konkan tandis que la partie méridionale se nomme la côte de Malabar. Le piémont oriental des Sahyadri dans le Maharashtra est connu sous le nom de Desh, alors que celui de l'État central de Karnataka est connu comme la région de Malnad. La ville principale au cœur des montagnes est Pune, dans le Desh à l'ouest de la chaîne.

#### Sommets principaux

Le mont Anamudi (2695 m) est le plus haut sommet de la chaîne des Ghats occidentaux.

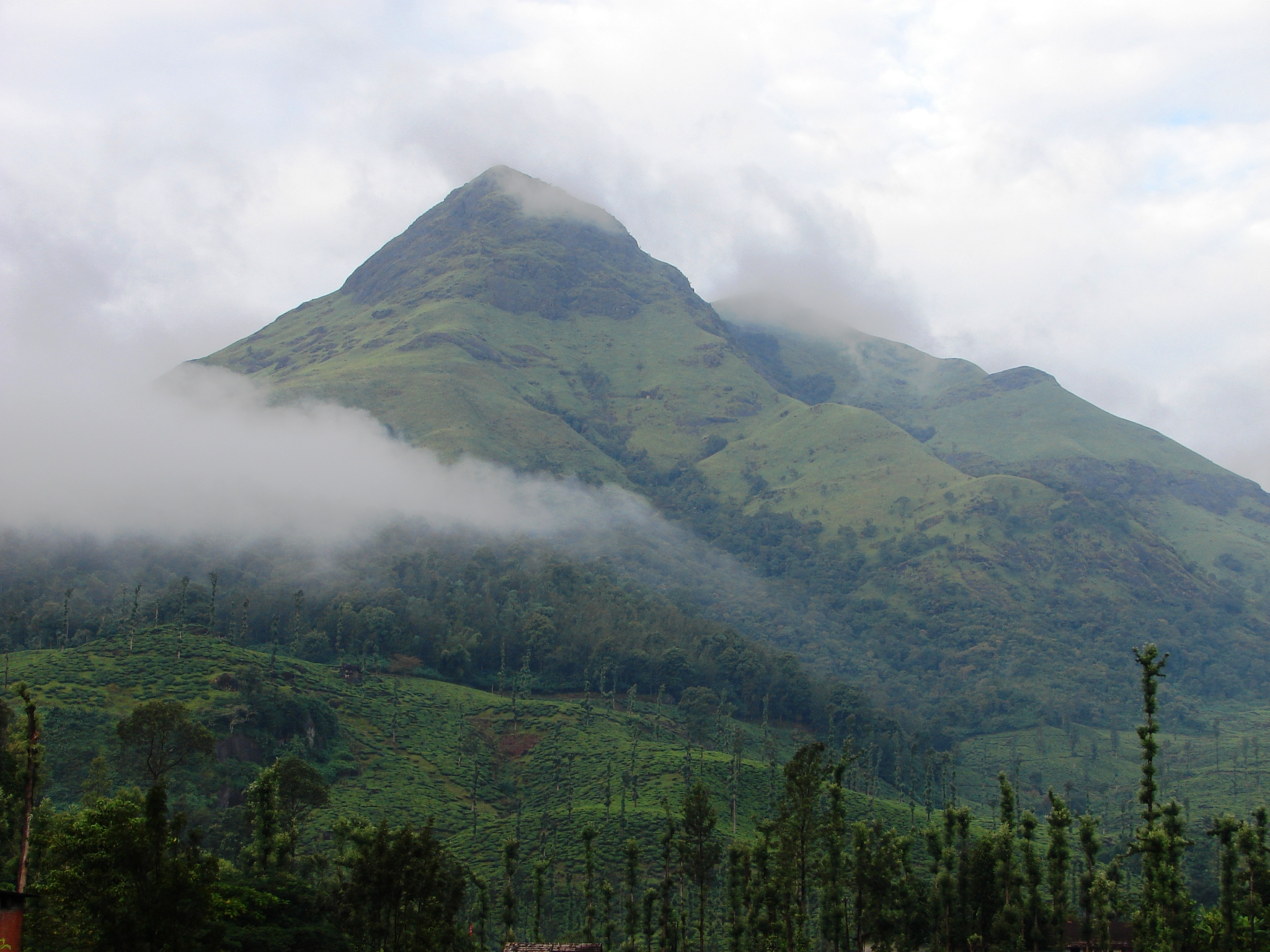
Le pic Chembra (2100 m) est le plus haut sommet du Wayanad, une région montagneuse du Kerala.

La liste suivante mentionne les principaux sommets des Ghats occidentaux :
| Rang | Nom           | Altitude (m) | Localisation                   | État       |
| ---- | ------------- | ------------ | ------------------------------ | ---------- |
| 1    | Anamudi       | 2695         | Parc national d'Eravikulam     | Kerala     |
| 2    | Mannamalai    | 2659         | Idukki                         | Kerala     |
| 3    | Meesapulimala | 2640         | Idukki                         | Kerala     |
| 4    | Doddabetta    | 2637         | Nilgiris                       | Tamil Nadu |
| 5    | Kolaribetta   | 2629         | Parc national de Mukurthi      | Tamil Nadu |
| 6    | Mukurthi      | 2554         | Parc national de Mukurthi      | Tamil Nadu |
| 7    | Vandaravu     | 2553         | Monts Palani, Dindigul         | Tamil Nadu |
| 8    | Kattumala     | 2552         | Parc national d'Eravikulam     | Kerala     |
| 9    | Pic Perumal   | 2440         | Monts Palani, Dindigul         | Tamil Nadu |
| 10   | Pic Anginda   | 2383         | Parc national de Silent Valley | Kerala     |
| 11   | Vavulmala     | 2339         | Vellarimala                    | Kerala     |
| 12   | Pic Chembra   | 2100         | Wayanad                        | Kerala     |
| 13   | Elivai Mala   | 2088         | Palakkad                       | Kerala     |
| 14   | Pic Banasura  | 2073         | Wayanad                        | Kerala     |
| 15   | Kottamala     | 2019         | Parc national de Periyar       | Kerala     |

### Géologie
Les Ghats occidentaux ne sont pas à proprement parler des montagnes issues du plissement de deux plaques tectoniques. Il s'agit en réalité d'un escarpement partant du plateau du Deccan et descendant jusqu'à la mer d'Arabie. Il est probable que cette chaîne de montagne se soit formée il y a environ 150 millions d'années, lors de l'éclatement du super-continent, Gondwana, quand elle était au contact de l'actuelle île de Madagascar, et que cela ait formé, lors de la séparation, des falaises d'environ 1 000 mètres de hauteur, constituant un épaulement de rift. L'Inde opéra une remontée du sud au nord vers l'Asie, il y a 150 à 50 millions d'années, à une vitesse estimée d'environ 15 cm/an. Au cours de cette migration, la plaque indienne dériva sur le point chaud de La Réunion, une zone à forte activité volcanique. Les terres de l'Inde actuelle subirent alors d'intenses éruptions volcaniques il y a environ 65 millions d'années qui formèrent les trapps du Deccan, constitués d'un empilement successif de laves basaltiques. Aujourd'hui, cette zone couvre une bonne partie du centre-ouest de l'Inde. L'activité volcanique provoqua un soulèvement de roches plus anciennes, comme dans les Nilgiri, où certaines roches datent de 200 millions d'années. Le basalte est donc la roche prédominante de cet espace mais on trouve aussi de la charnockite, du gneiss, de la khondalite et de la leptynite. Dans les montagnes du sud on trouve aussi de la latérite et de la bauxite résiduelles.

Carte des terres émergées au Trias, montrant deux supercontinents, la Laurasie et le Gondwana.
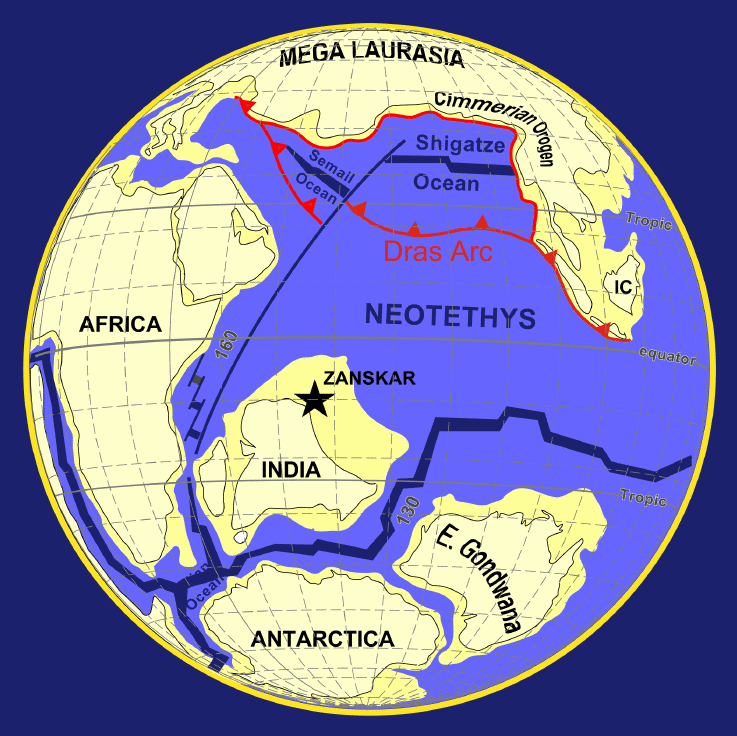
Mouvements continentaux dans le cadre de la tectonique des plaques.
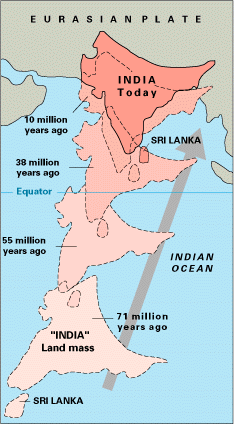
Migration de la plaque indienne vers la plaque eurasienne aboutissant à leur collision.

### Climat

Précipitations annuelles dans les Ghats occidentaux en cm

Globalement les Ghats occidentaux possèdent un climat de mousson tropical (Am) qui s'étire tout le long de la côte occidentale de l'Inde (à l'exception du nord-ouest). Cela sous-entend des températures minimales de 18 °C toute l'année et une saison sèche avec au moins 60 mm mensuels précipitations, mais le plus souvent au moins 100 mm. Dans la partie nord et centrale de l'aire on remarque des saisons plus marquées, qui s'atténuent fortement plus on descend dans le sud du des Ghats occidentaux. La partie orientale de cette région et certaines zones côtières tendent à être plus sèches et adoptent en partie un climat tropical de savane (Aw). On remarque donc des saisons sèche et humide bien marquées avec une pluviométrie inférieure à 60 mm mensuels lors des mois les plus secs.
Les Sahyadri forment une barrière pour les vents de mousson porteurs de pluie, provenant de l'ouest, qu'elles refroidissent tandis qu'ils montent le long de ses pentes montagneuses et qu'elles libèrent de leur humidité en pluie. Les forêts denses contribuent également aux précipitations dans le secteur en contribuant à la condensation des vents chargés d'humidité se levant de la mer, et en libérant une grande partie de l'humidité présente dans l'air par évapo-transpiration, humidité qui se condense à nouveau et retombe en pluie.

### Hydrographie
La façade occidentale reçoit beaucoup plus de pluie que la façade orientale et les Ghats occidentaux sont considérablement plus humides que le Deccan, plus sec, à l'est. Les Ghats occidentaux forment la ligne de partage des eaux la plus importante de la péninsule indienne, la pluie abondante engendrant de nombreux torrents, occasionnant de nombreuses chutes d'eau et donnant naissance tant aux courts fleuves côtiers de la façade occidentale qui se jettent dans la mer d'Arabie qu'aux grands fleuves, comme le Godavari, la Krishna, la Kaveri et leurs affluents, qui déroulent leurs eaux sur le plateau du Deccan et se jettent dans le golfe du Bengale. Plusieurs de ces torrents et fleuves sont menacés de pollution par l'industrie minière, l'agriculture, les eaux usées urbaines et autres activités humaines.

### Biodiversité

L'ensemble Ghats occidentaux-Sri Lanka, qui forme un des points chauds de biodiversité définis par Conservation International.

Avec leur climat humide, très différent des régions avoisinantes et leur topographie complexe les Ghats occidentaux forment un immense réservoir de biodiversité. Associés au Sri Lanka (en particulier les montagnes des hauts plateaux du centre de Sri Lanka) avec lequel ils partagent une flore et une faune sensiblement similaires, ils forment un point chaud de biodiversité appelé Ghats occidentaux-Sri Lanka.
Hormis les montagnes du Sri Lanka, les Ghats occidentaux partagent aussi des similitudes avec l'Himalaya, plus au nord. En effet, malgré l'éloignement entre ces deux chaînes de montagnes, on peut constater qu'il y a des similitudes et des points communs évidents tant pour la faune que la flore. La dispersion des espèces entre ces deux régions a été favorisée par les diverses périodes de glaciation.

#### Écorégions
Autrefois, les Ghats occidentaux étaient recouverts par des forêts denses. Dans le sud, ils abritent toujours la seule forêt vierge de l'Inde méridionale. Ces forêts sont l'habitat d'une faune et d'une flore intéressantes et diverses, dont les espèces sont apparentées avec celles de l'Asie du Sud-Est, mais qui sont de plus en plus menacées par l'activité humaine.
Les biogéographes ont depuis longtemps reconnu la spécificité des flore et faune locales. Beaucoup d'espèces de cette région ne se trouvent ailleurs qu'en Inde du Nord-Est. Les Ghats occidentaux sont également l'habitat d'un grand nombre d'espèces endémiques, particulièrement dans le domaine de la faune amphibienne et reptilienne.
Les Ghats occidentaux, écologiquement distincts des régions plus sèches du Nord et de l'Est, peuvent être encore divisés en quatre écorégions.
La partie septentrionale de la chaîne est généralement plus sèche que la partie méridionale, et ses basses couches composent l'écorégion North Western ghats moist deciduous forests ecoregion composée de forêts à feuilles caduques, principalement du teck (Tectona grandis) et des Diptérocarpacées. Au-dessus de 1 000 mètres, l'écorégion North Western ghats montane rain forests, plus fraîche et plus humide dont les forêts à feuilles persistantes sont caractérisées par des arbres de la famille des Lauracées.
Les forêts d'arbres à feuilles persistantes de la région du Wayanad au Kerala et au Tamil Nadu marquent la zone de transition entre les écorégions septentrionales et méridionales des Ghats occidentaux. Les écorégions méridionales sont généralement plus humides et possèdent une faune et une flore plus riches. Aux basses altitudes, on trouve l'écorégion South Western ghats moist deciduous forests, dont le Cullenia est l'arbre caractéristique, accompagné du teck, des Diptérocarpacées et d'autres essences. Ces forêts humides forment la transition avec l'écorégion plus sèche South Deccan Plateau dry deciduous forests, située à l'abri de la pluie par les montagnes.
Au-dessus de 1 000 mètres, on trouve l'écorégion South Western ghats montane rain forests, elle aussi plus fraîche et plus humide que les forêts des terres environnantes plus basses, une écorégion dominée par les arbres à feuilles persistantes, bien que des prairies de montagne et forêts au développement peu important (les shola) puissent être trouvées à des altitudes élevées. Cette écorégion est la plus riche en espèces de la péninsule indienne, quatre-vingts pour cent des espèces de plantes à fleur des Ghats occidentaux sont dans cette écorégion, de même, 35 pour cent des plantes, 42 pour cent des poissons, 48 pour cent des reptiles et 75 pour cent des amphibiens qui vivent dans cette écorégion y sont endémiques.
De son côté le Sri Lanka possède deux écorégions : les Sri Lanka lowland rain forests et les Sri Lanka montane rain forests.

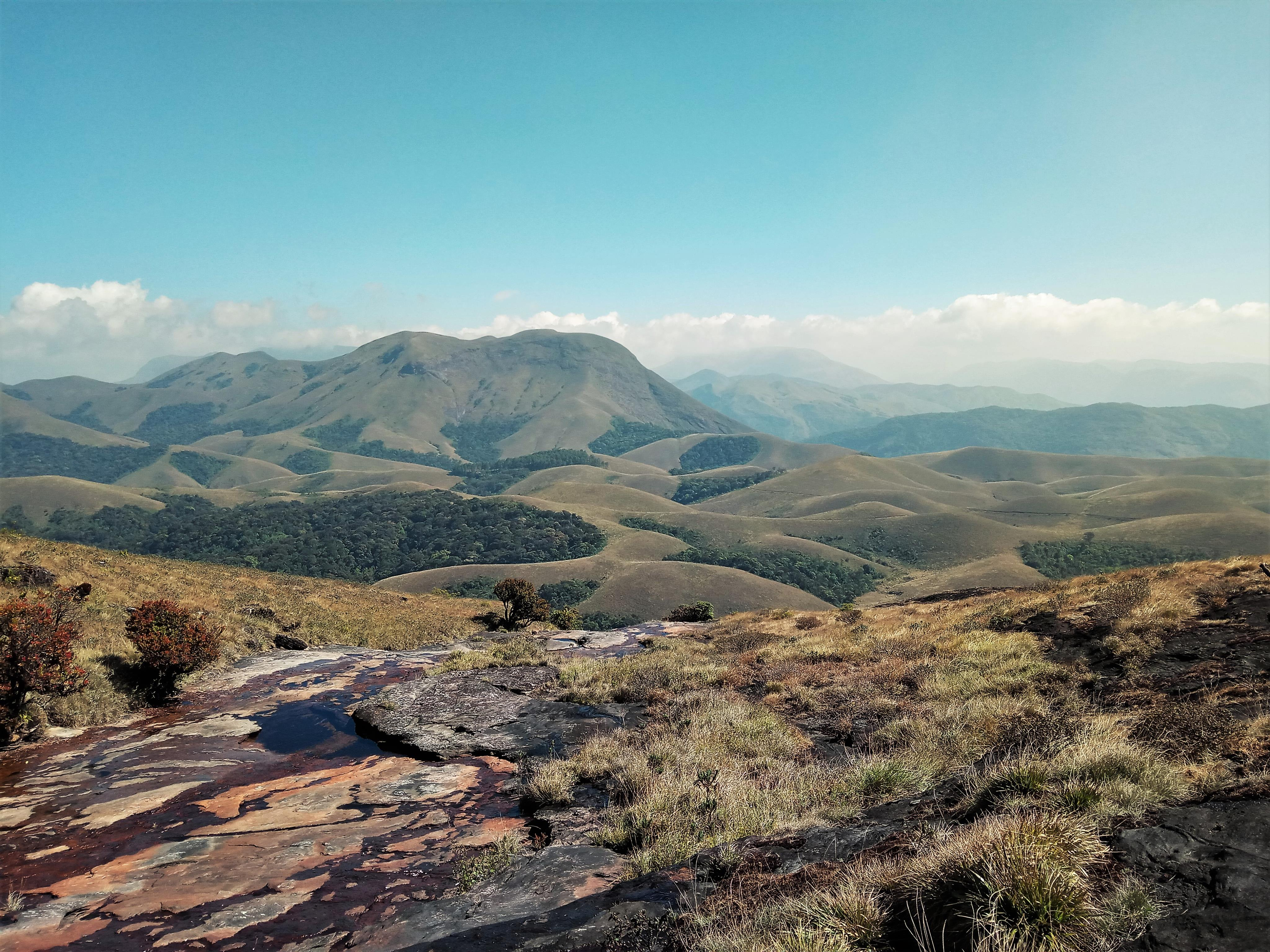
Prairie de montagne et ses bois shola associés. Dans le massif des Anaimalai, près de Valparai.
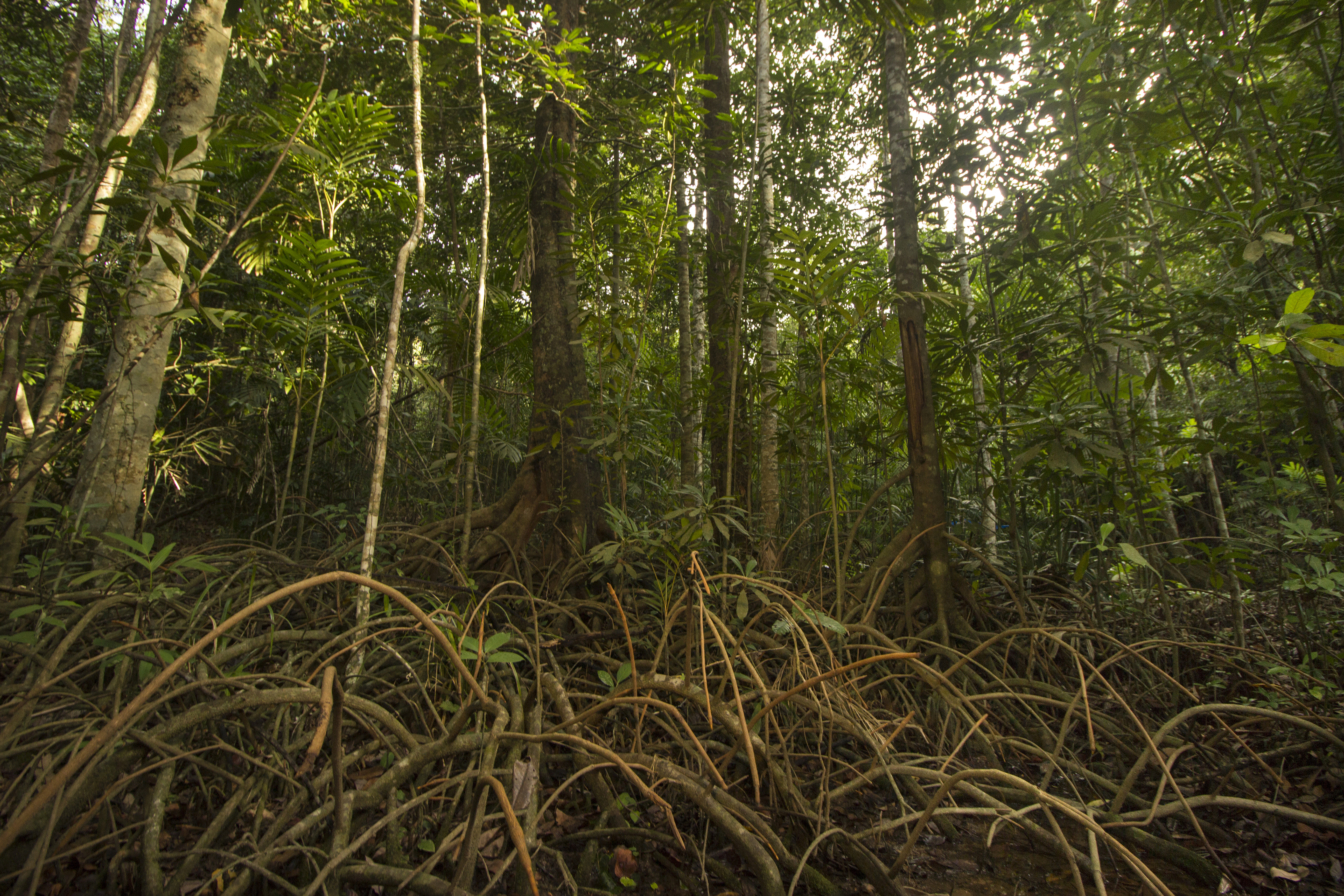
Tapis forestier d'un marécage myristica, un type de zone humide particulier aux Ghats. Forêt de Kathlekan, Karnataka.
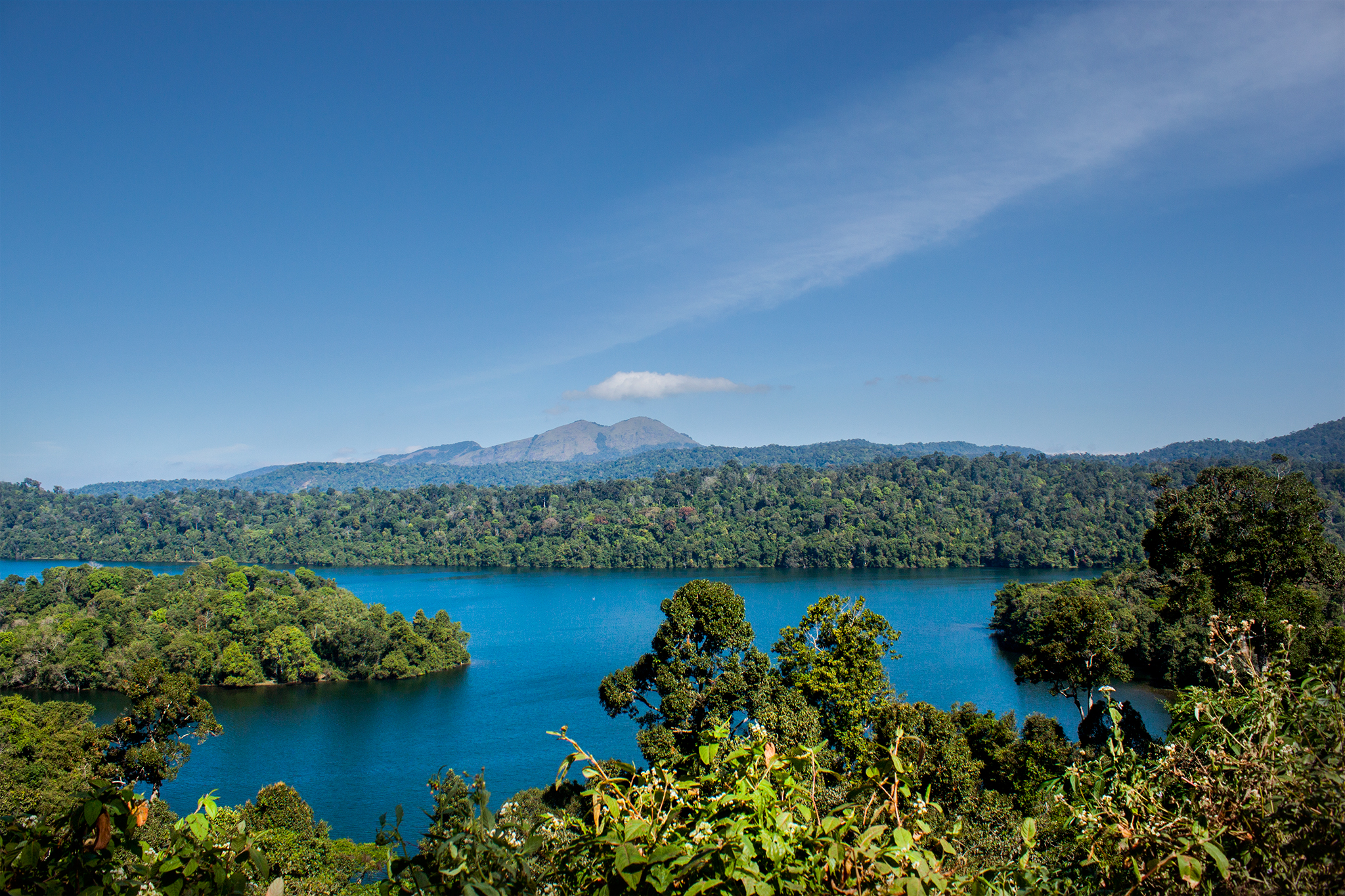
Forêt pluviale de montagne des Ghats occidentaux méridionaux. Dans la région de Malakkappara, Kerala.
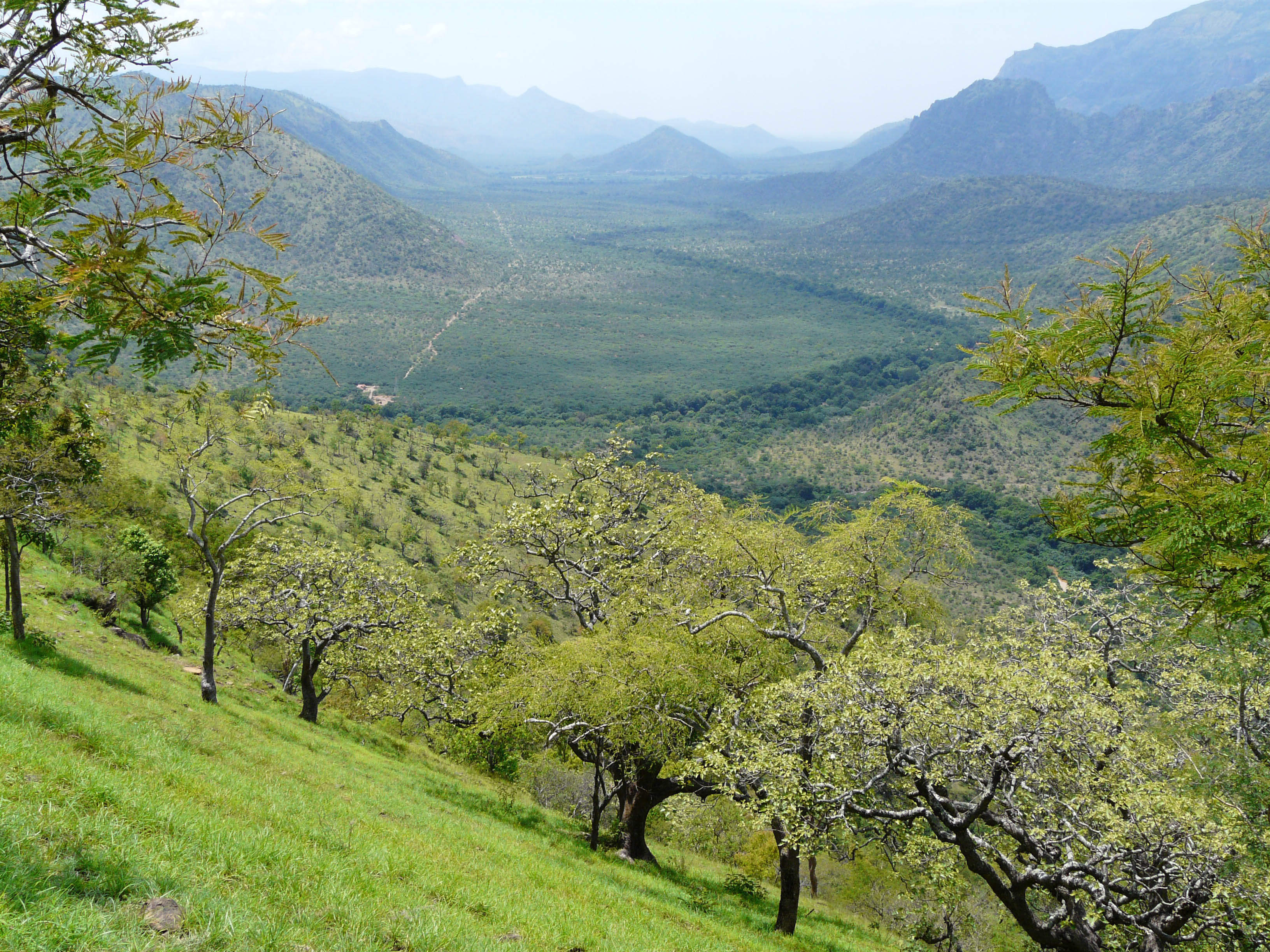
Forêt décidue humide des Ghats occidentaux méridionaux. Dans la vallée du Moyar, Tamil Nadu.
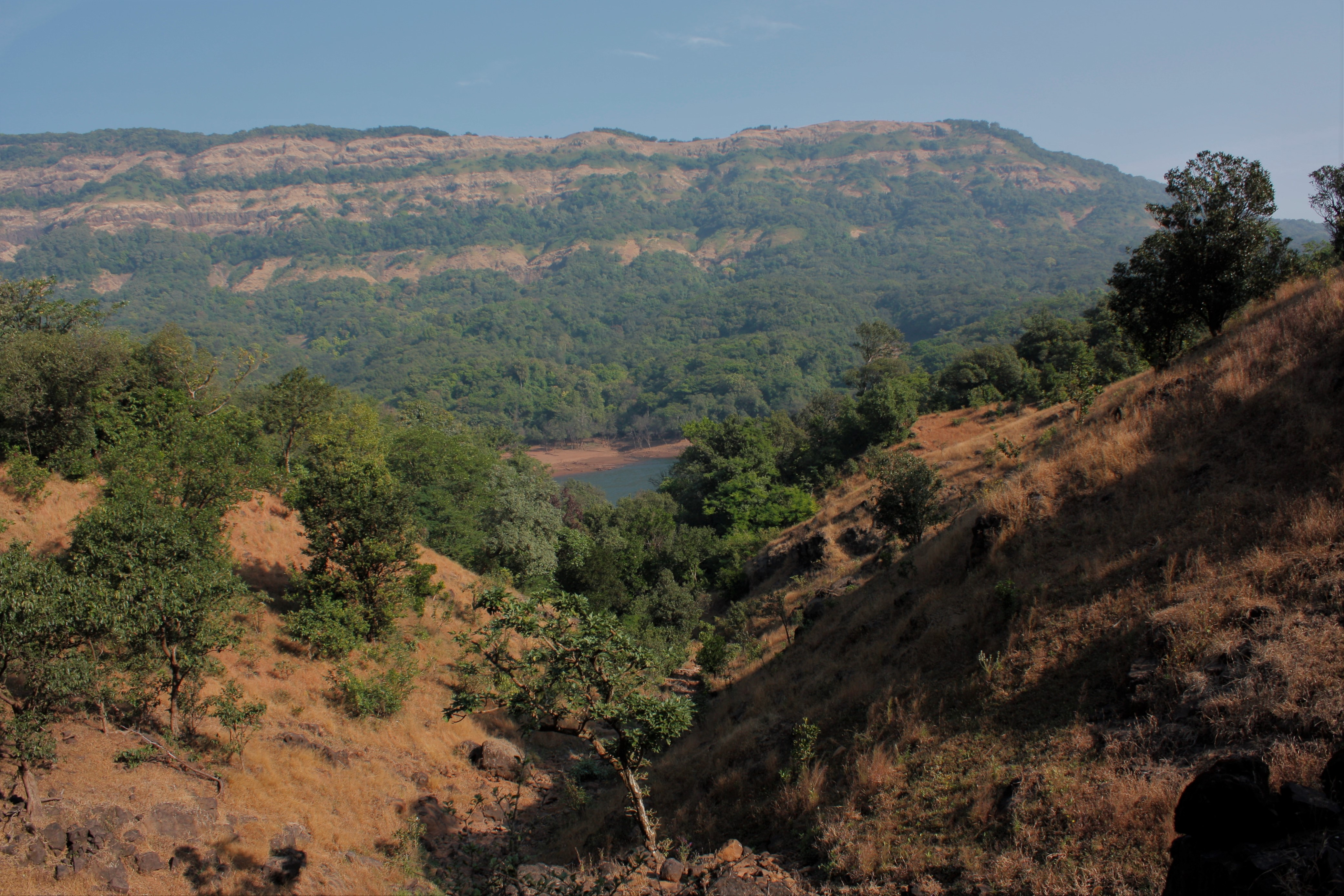
Forêt décidue humide des Ghats occidentaux septentrionaux. Près du barrage de Koyna, Maharashtra.

#### Flore
La flore de cette région est très riche non seulement avec ses 5 916 espèces de plantes vasculaires mais en plus avec ses 3 049 espèces endémiques, soit 51,5 % d'endémisme.

#### Faune
Tout comme la flore, la faune des Ghats occidentaux présente un taux élevé d'endémisme :
- mammifères : 139 espèces dont 16 endémiques ;
- oiseaux : 458 espèces dont 22 endémiques ;
- reptiles : 267 espèces dont 174 endémiques ;
- poissons d'eau douce : 191 espèces dont 139 endémiques ;
- amphibiens : 178 espèces dont 130 endémiques. La famille des Uropeltidae — les serpents à queue armée — comportant 44 espèces classées en 8 genres est presque entièrement limitée à cette région du monde. La grenouille Nasikabatrachus sahyadrensis — de Nasika, « nez » en sanskrit — découverte en 2003 par le scientifique belge Franky Bossuyt et dont les analyses génétiques ont démontré qu'elle se différenciait de toutes les espèces de grenouilles connues aujourd'hui, est considérée comme un fossile vivant.

##### Mammifères
Il y a au moins 139 espèces de mammifères dans les Ghats. Sur les 16 mammifères endémiques, 13 sont en voie de disparition et parmi les 32 espèces menacées considérées en danger critique d'extinction, la civette de Malabar, en danger, le macaque à queue de lion, le tahr des Nilgiris, le tigre du Bengale et l'éléphant d'Asie, vulnérable, le léopard indien, le langur des Nilgiris et le Gaur.
Ces chaînes montagneuses servent de corridors fauniques importants et constituent une part importante des réserves établies par le Project Elephant et le Project Tiger. La plus grande population de tigres en dehors des Sundarbans est localisée le long des Ghats occidentaux où se trouvent sept populations avec dans chacune 336 à 487 individus occupant 21 435 km2 de forêts dans trois grandes unités de paysage réparties à travers le Karnataka, le Tamil Nadu et le Kerala. L'écorégion des Ghats occidentaux a la plus grande population d'éléphants indiens dans la nature avec environ 11 000 individus divisés en huit populations distinctes,. L'endémique tahr des Nilgiris, qui était au bord de l'extinction en 2001, a aujourd'hui une population de 3 122 individus dans la nature. La civette de Malabar, endémique et en grand danger de disparition, est estimée à moins de 250 individus matures, avec des sous-populations pas plus importantes que 50 spécimens. Environ 3 500 macaques à queue de lion vivent dispersés sur plusieurs zones dans les Ghats occidentaux.

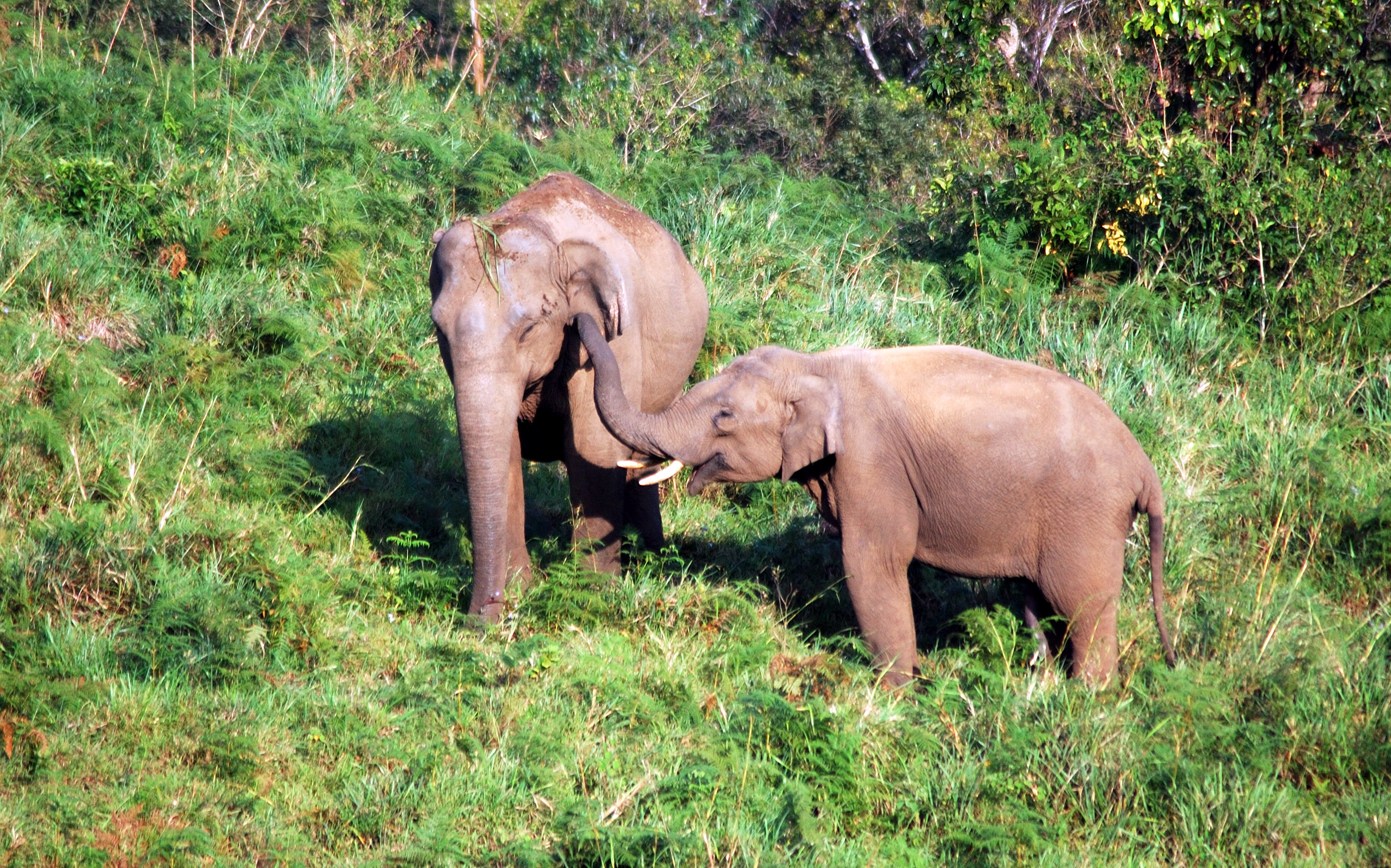
La plus importante population d'Éléphant d'Asie en Inde est localisée le long des Ghats.
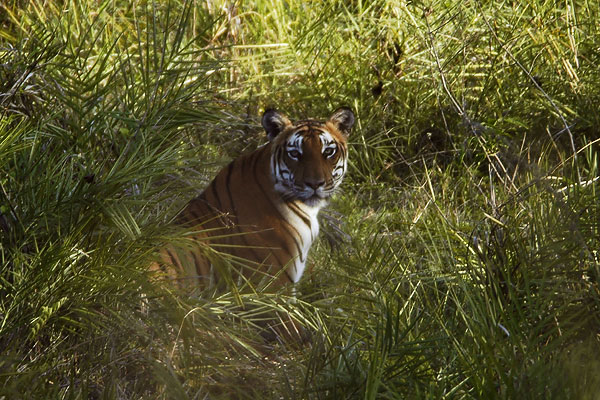
Le Tigre du Bengale est très présent en basse altitude.
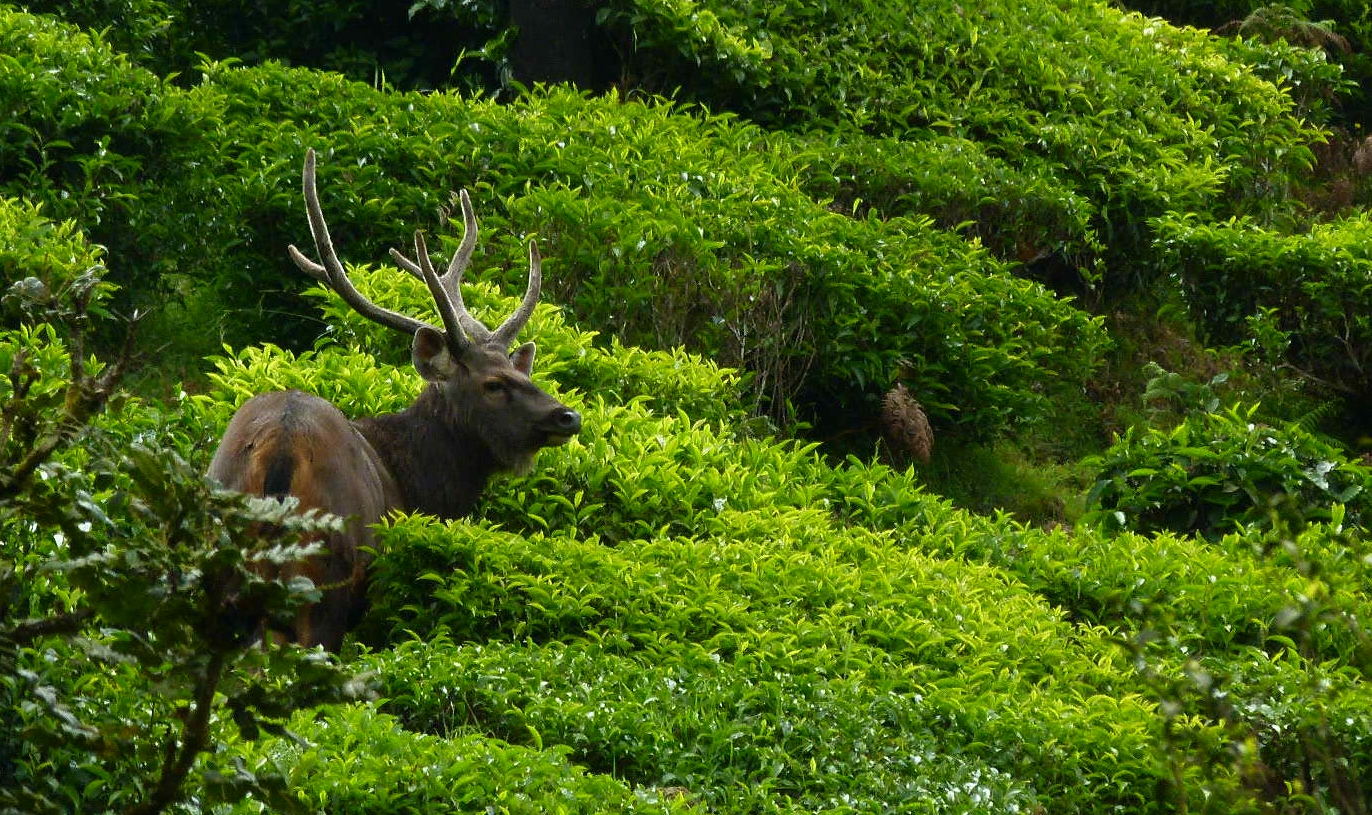
Le sambar est la plus grande espèce de cervidé dans la région.
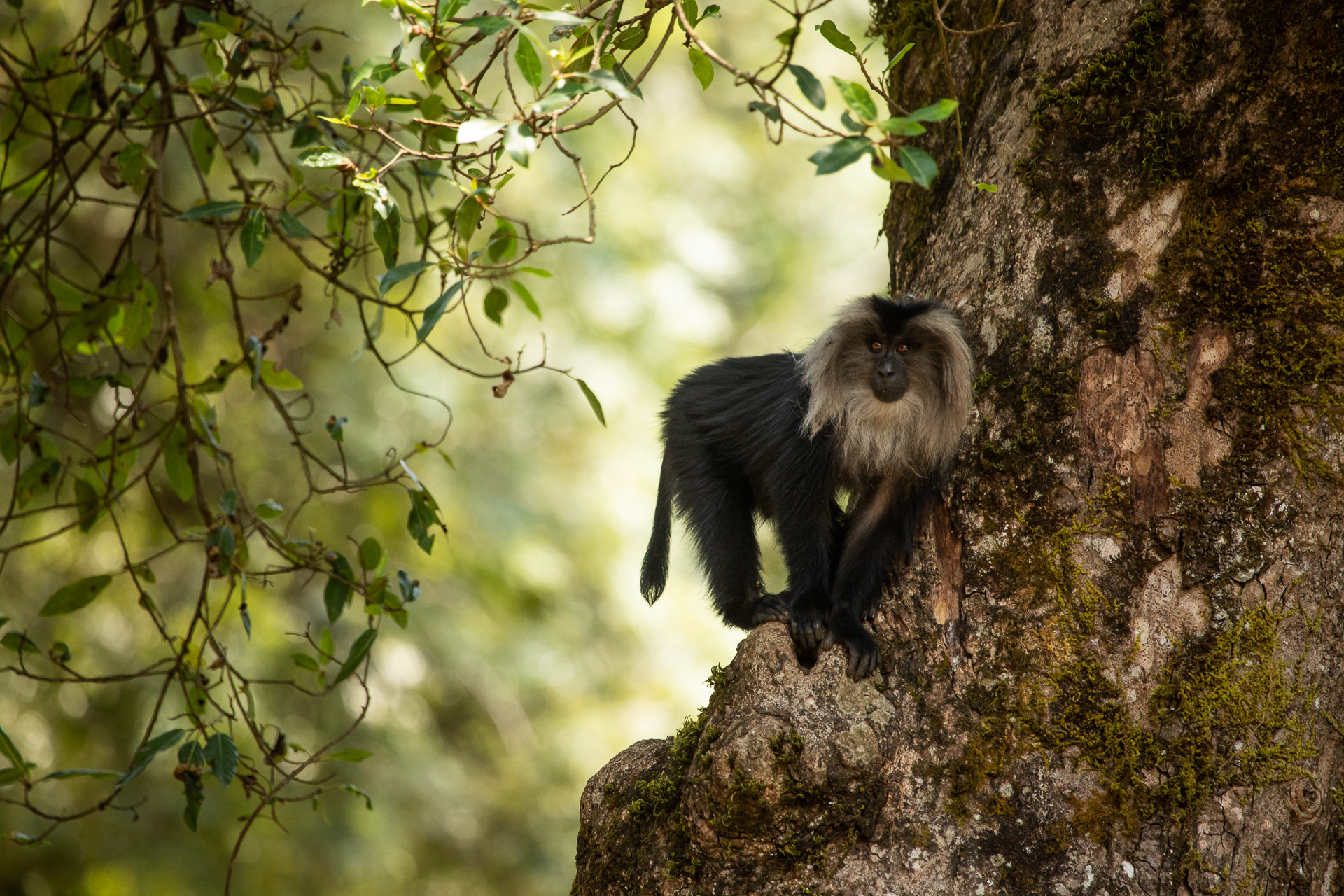
Le macaque à queue de lion, ouandérou ou silène, est un primate endémique à la région.
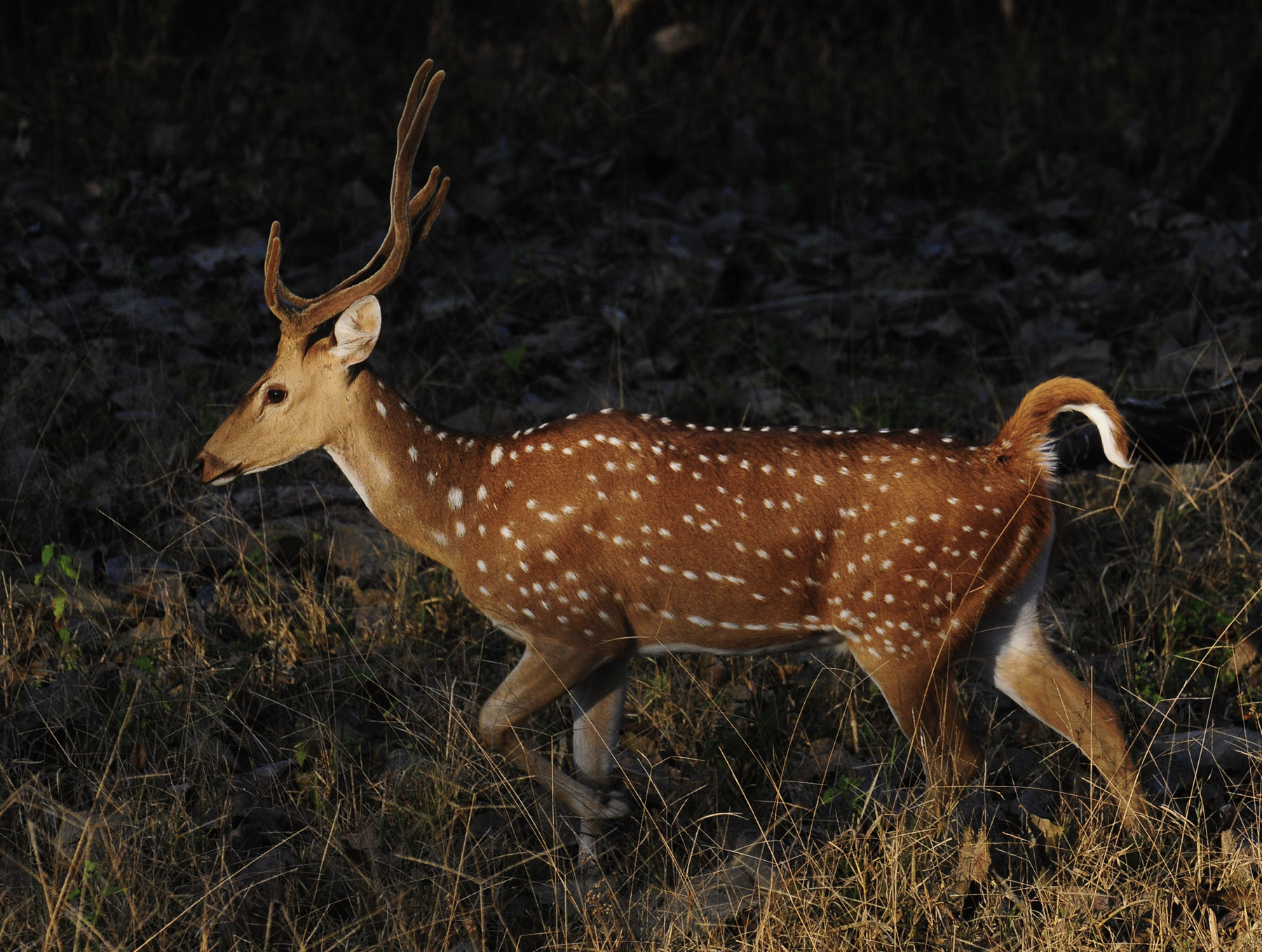
Le Cerf axis, ou chital, est une espèce de cerf souvent confondu avec le daim.

##### Oiseaux
Il y a au moins 508 espèces différentes d'oiseaux qui vivent le long des Ghats, dont 16 espèces endémiques dont en danger, le Garrulax à gorge noire, vulnérable, le Pigeon d'Elphinstone, le Notodèle à flancs roux et le Graminicole à queue large, en voie de disparition, le Garrulaxe de Jerdon.

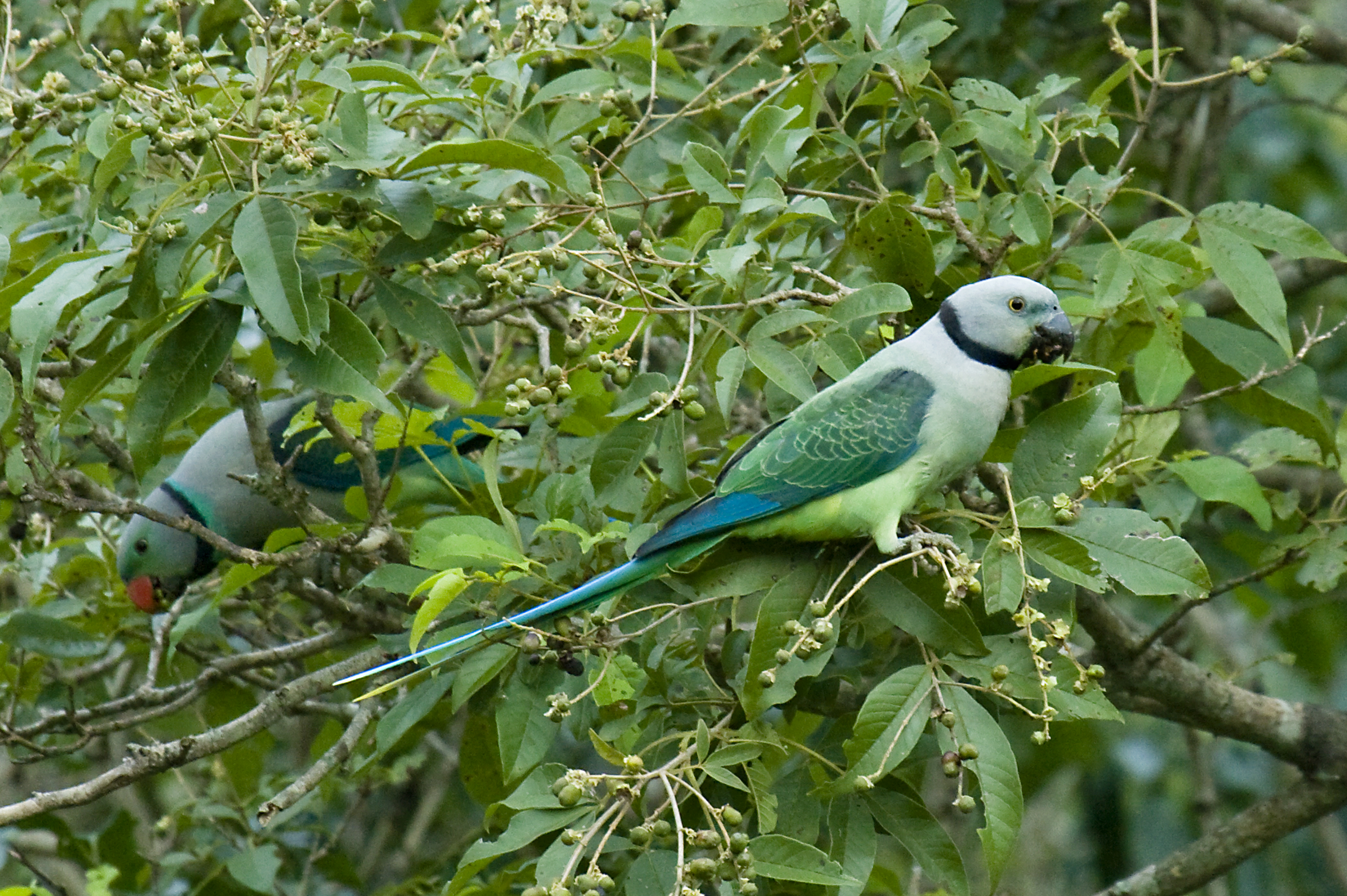
La Perruche de Malabar est une espèce de perruche endémique locale.
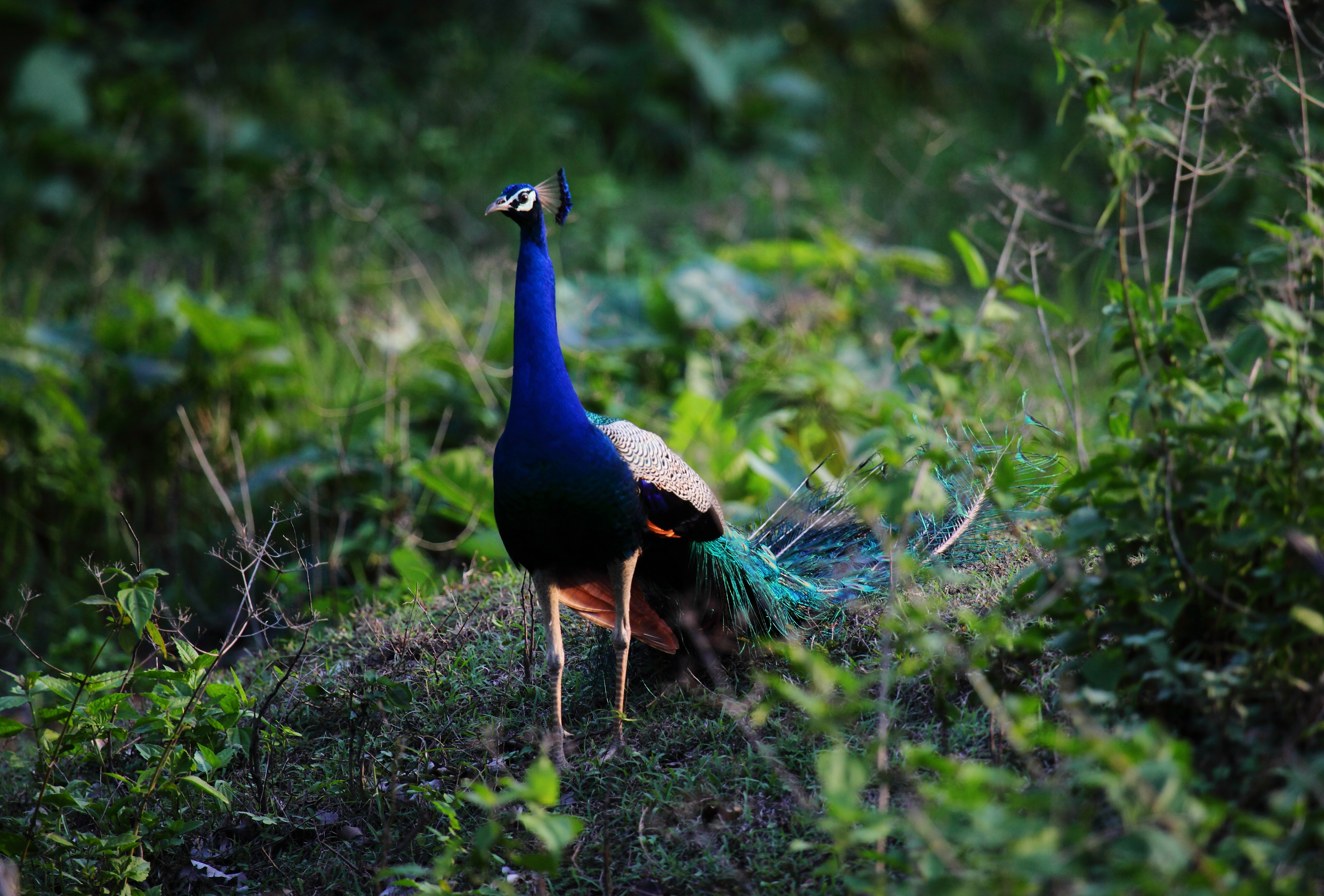
Le Paon bleu est l'oiseau le plus commun dans la région.
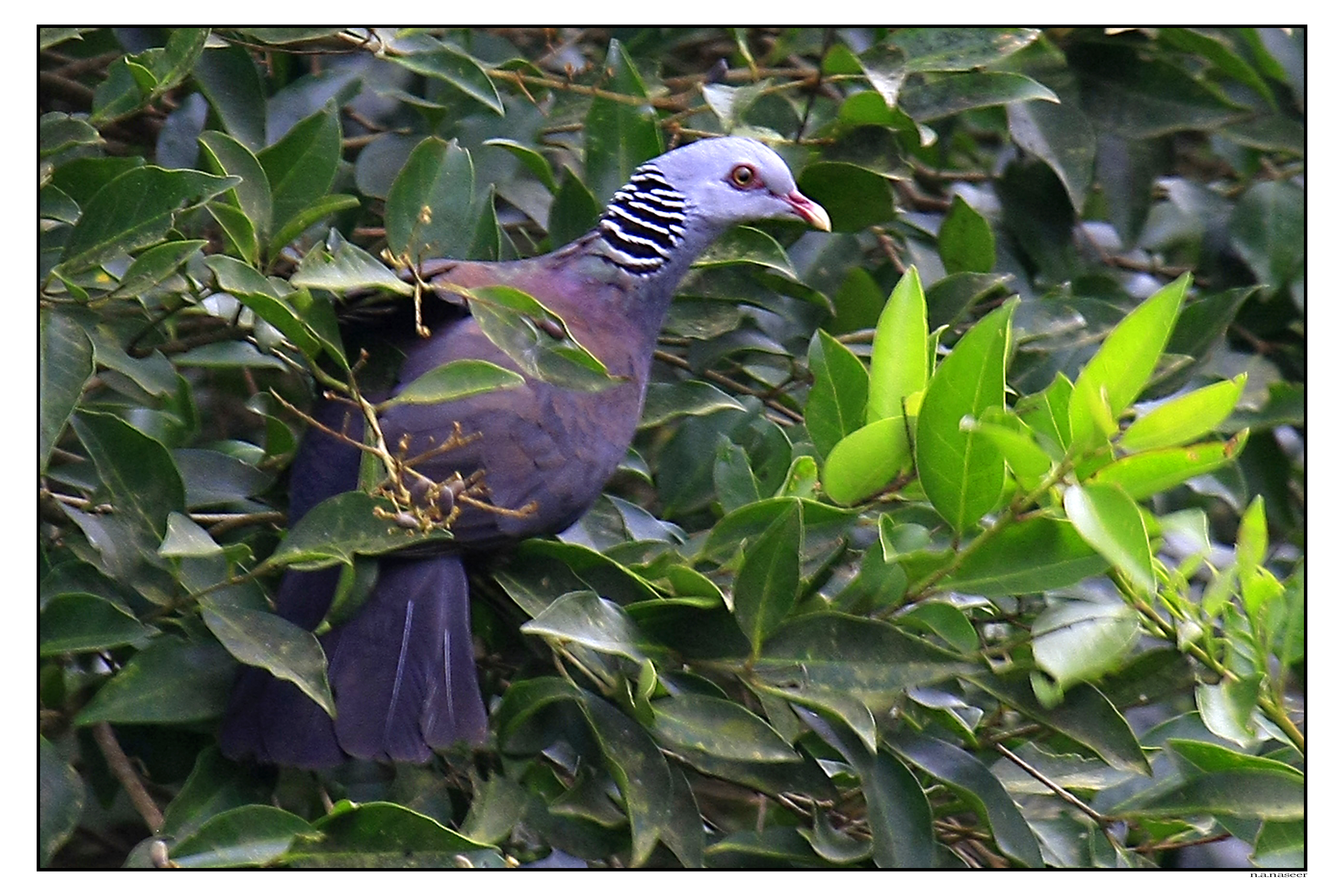
Le Pigeon d'Elphinstone est un pigeon sauvage endémique aux Ghats.
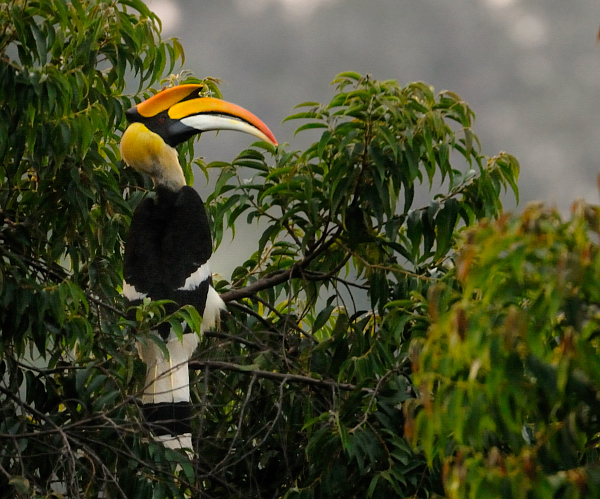
Le Calao bicorne est un oiseau proche du toucan.
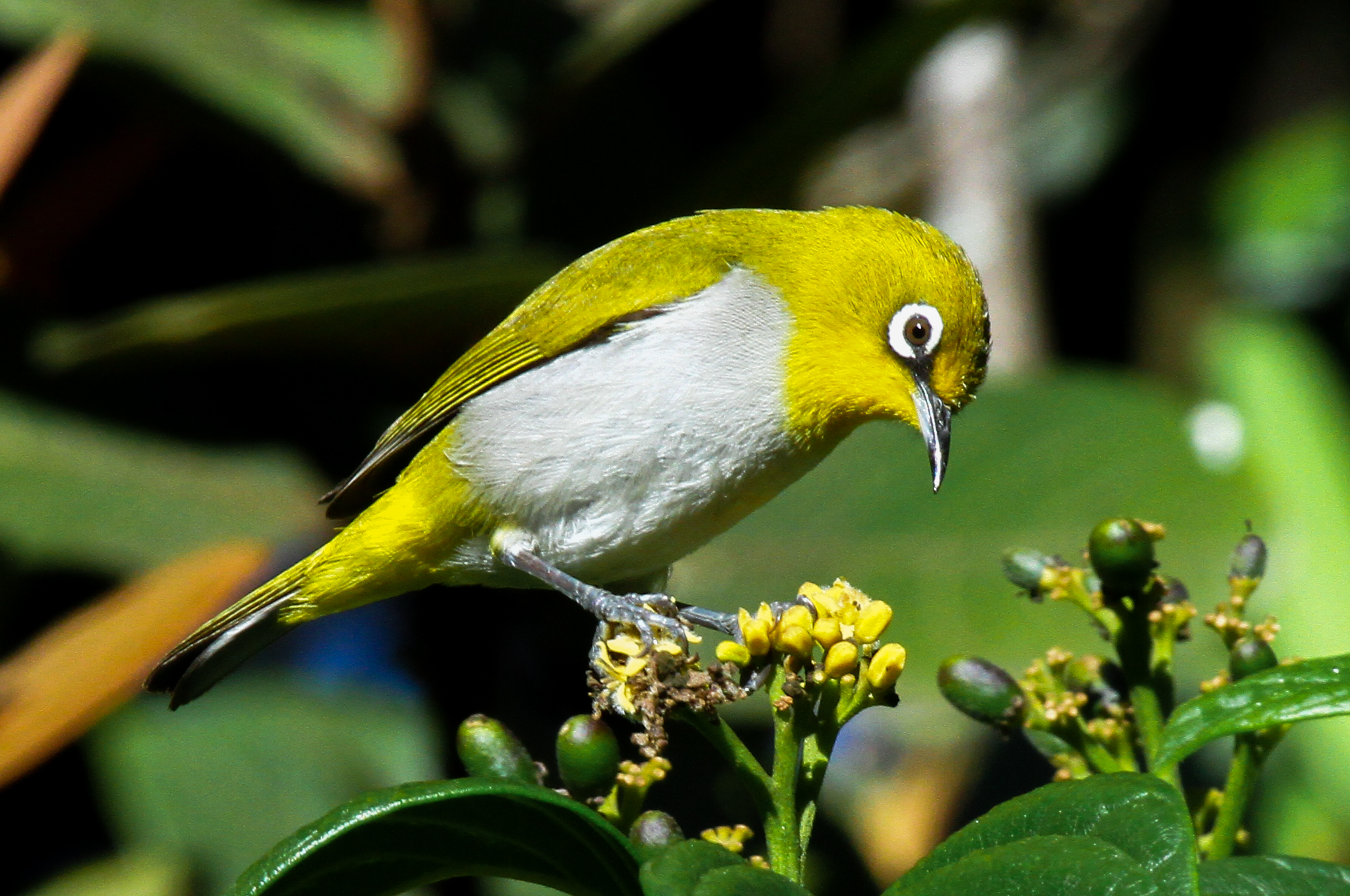
Le Zostérops oriental est un petit oiseau facilement repérable.

## Histoire
L'histoire de la région, longtemps isolée du reste du sous-continent, est très mal connue. En raison de son isolement, cette chaîne de montagnes n'a que très peu attiré les royaumes et les empires indiens, qui arrêtaient leurs ambitions au piémont. Quelques récits et textes rapportent des informations utiles sur ces montagnes, tels les divers écrits de la littérature Sangam.
Cette région a également été un rempart contre la civilisation védique et brahmanique, ce qui fait que beaucoup de cultures autochtones sont parvenues jusqu'à nos jours. Mais ce relatif isolement s'est vite dissipé dans le nord de la chaîne, principalement peuplée de tribus aryanisés (Bhils) et de Marathes, tandis que le sud s'est récemment ouvert au monde extérieur avec la colonisation britannique.

## Activités
Les principales sources de revenus pour les habitants vivant le long de ces montagnes sont principalement l'agriculture, l'élevage et le tourisme. L'industrie est également un secteur économique important mais peu développé sur l'ensemble de la chaîne.
La densité humaine de population y est plus faible qu'en plaine, surtout dans les régions où les montagnes sont les plus accidentées et difficiles d'accès.

### Agriculture et élevage
L'agriculture est le principal secteur économique de la région, les plantations sont très nombreuses le long de la chaîne. Le thé est le principal produit agricole de la région, d'autres cultures très répandues telles que le café, les fruits (tempérés, tels que les pommes et les fraises, et tropicaux/méditerranéens, tels que l'orange, la mangue, la banane, le litchi et le raisin), les légumes (carotte, pomme de terre, oignon, etc.) viennent compléter cette activité. Historiquement, l'agriculture est depuis longtemps pratiquée dans le nord de la chaîne montagneuse (Maharashtra), mais est récemment arrivée avec les colons britanniques au sud de la chaîne (Tamil Nadu, Kerala).
L'élevage est la première activité économique tant d'un point de vue historique que culturel. Les premiers peuples et tribus vivant dans les Ghats occidentaux avant l'arrivée des Britanniques et des colons indiens pratiquaient l'élevage et vivaient de la vente des produits finis, à savoir le lait, le beurre, le yaourt et le babeurre. Ce secteur économique a la particularité d'être ancré dans le patrimoine culturel local. Les principaux animaux élevés sont les buffles et les moutons. Aujourd'hui, l'élevage est une activité en déclin, en raison de la concurrence importante avec l'élevage industriel (pratiqué hors des montagnes), mais également à cause de sa faible rentabilité par rapport à l'agriculture.
La demande importante en fruits et légumes dans les plaines depuis le Raj est un argument qui a fait que les différents pouvoirs qui ont dominé la région ont favorisé l'agriculture au profit de l'élevage. L'arrivée massive de migrants des plaines, phénomène qui s'est accentué avec l'indépendance, a également été un facteur de l'apogée de ce secteur.

### Apiculture
Le miel est un produit récolté dans les Ghats depuis longtemps. En effet, cette activité était le principal moyen de subsistance chez de nombreuses tribus, un produit très recherché dans les plaines. Même si la tradition de la récolte du miel des essaims sauvages perdure de nos jours, l'apiculture commence à devenir la solution la plus sollicitée du fait de la demande en forte croissance depuis quelques années. Ce sont les colons britanniques qui apportèrent les techniques d'élevage et de fabrication moderne du miel. Aujourd'hui, beaucoup d'entreprises dans le domaine de l'apiculture existent le long de la chaîne.

### Sylviculture
La sylviculture a été introduite dans la région par les Britanniques. La demande croissante en bois fait que cette activité très rentable, devient également une menace pour l'environnement local du fait que les espèces d'arbres plantés sont principalement étrangères et sont devenues pour la plupart des espèces envahissantes dans la nature. Les désastres écologiques de ce secteur sont déjà visibles dans certaines parties de la chaîne, notamment dans les Nilgiris et dans les environs de Kodaikanal, des régions où les praires alpines ont pour la plupart disparu, remplacées au profit des forêts issues de la monoculture. Les principales essences plantées sont l'acacia, l'eucalyptus, le cyprès et le pin.

### Tourisme
Le tourisme est l'un des domaines clés de la région depuis l'ère du Raj britannique. En raison de la fraîcheur de leur climat, les Ghats occidentaux attirent des touristes séjournant principalement pour fuir la chaleur étouffante des régions alentour.
Ce secteur est également une menace écologique, du fait que le tourisme dans cette région est un tourisme de masse. Pour satisfaire le nombre croissant de voyageurs, les villages et les petits hameaux sont devenus des villes de villégiatures mal urbanisées et non adaptées pour l'environnement local. La demande grandissante en infrastructure hôtelière et le manque de terrain sont à l'origine d'une mafia, défrichant des zones protégées afin de les revendre illégalement. Munnar, dans les Annamalais, est la ville la plus touchée par ce type de problème.
Les États du Tamil Nadu, du Karnataka et du Kerala s'intéressent et encouragent beaucoup à une reconversion du tourisme de masse vers l'écotourisme. La biodiversité, très riche et singulière de cette région attire beaucoup de touristes étrangers. La pratique de sports à sensation tels que le rafting et la parapente, mais également le trekking et l'escalade fleurit dans ces montagnes.

## Menaces et conservation
Historiquement les Ghats occidentaux étaient très densément couverts de forêts qui fournissaient de la nourriture et de nombreuses ressources pour les populations natives tribales. Son inaccessibilité rendait difficile l’installation des populations des plaines et l'agriculture. Après l'arrivée des Britanniques dans la région, de nombreuses zones forestières furent détruites pour planter de grandes exploitations agricoles et sylvicoles. Les forêts des Ghats occidentaux ont été sévèrement fragmentées par l'activité humaine, en particulier par la culture du thé, du café et les plantations de teck entre 1860 et 1950.
Devant l'incroyable pression démographique que connaît cette région et toute l'Inde en général, la menace qui pèse sur cette région est importante. Plusieurs parcs nationaux et secteurs protégés se trouvent dans la chaîne, mais on estime qu'aujourd'hui seule une infime fraction des Ghats occidentaux ressemble encore à son état primitif.
Les menaces de conservation de cette région exceptionnelle sont aussi aggravées par les gouvernements fédéraux riverains. En effet, les Ghats occidentaux sont très riches en ressources minières et hydroélectriques, ce qui rend difficile tout acte de protection d'envergure nationale. Les États du Karnataka et du Maharashtra sont ceux qui ont été le plus opposés au classement des Ghats au Patrimoine mondial de l'Humanité, estimant que c'est leur souveraineté et leurs pouvoirs qui sont contestés.
Beaucoup d’environnementalistes et de scientifiques dénoncent le désintérêt volontaire de la protection de ce patrimoine naturel par les états riverains,.
Un comité nommé par le ministère de l'environnement indien et présidé par l'environnementaliste Madhav Gadgil, le Western Ghats Ecology Expert Panel (WGEEP), ou le comité Gadgil, a été créé afin de suivre l'évolution de l'environnement et des impacts des activités humaines sur la nature. Jugeant ce comité trop alarmiste, les États concernés ainsi que les populations riveraines créèrent des troubles importants au niveau national, demandant à ce qu'un autre comité sois formé.
Pour éviter plus de problèmes, le ministère décide de former un autre comité présidé par l’astronome Krishnaswamy Kasturirangan. Ce nouveau comité établit un rapport prétendu être plus conforme à la réalité sur le terrain. Mais les nombreuses controverses au sujet de ce comité et de son rapport en question ont fait couler l'encre dans la presse indienne. En effet, les médias dénoncent la fraude que constitue ce rapport, du fait qu'il est peu objectif et « réécrit » par les États fédéraux en fonction de leurs intérêts économiques,.
En 2006, l'Inde présenta les Ghats occidentaux au programme UNESCO MAB (Programme sur l'homme et la biosphère) afin de les faire classer à la liste du Patrimoine mondial de l'Humanité. En 2012, les aires protégées suivantes furent déclarées comme sites du Patrimoine mondial :
- Kalakkad Mundanthurai Tiger Reserve ;
- Shendurney Wildlife Sanctuary ;
- Neyyar Wildlife Sanctuary ;
- Peppara Wildlife Sanctuary ;
- Periyar Tiger Reserve ;
- Srivilliputtur Wildlife Sanctuary ;
- Eravikulam National Park ;
- Grass Hills National Park ;
- Karian Shola National Park ;
- Sathyamangalam Wildlife Sanctuary ;
- Chinnar Wildlife Sanctuary ;
- Silent Valley National Park ;
- New Amarambalam Reserved Forest ;
- Mukurthi National Park ;
- Pushpagiri Wildlife Sanctuary ;
- Brahmagiri Wildlife Sanctuary ;
- Talakaveri Wildlife Sanctuary ;
- Aralam Wildlife Sanctuary ;
- Kudremukh National Park ;
- Someshwara Wildlife Sanctuary ;
- Kaas Plateau ;
- Koyna Wildlife Sanctuary ;
- Chandoli National Park ;
- Radhanagari Wildlife Sanctuary.